# 픽시아
픽시아(Pixia)는 마루오카 이사오가 만든 윈도우용 프리웨어 래스터 그래픽스 편집기 프로그램이다. 원래는 아니메/일본 만화 커뮤니티를 위해 설계되었으나 다른 분야의 예술 목적으로도 사용되고 있다.
주 일본어 인터페이스 외에도 영어, 프랑스어, 이탈리아어, 스페인어, 헝가리어, 중국어 간체, 중국어 정체, 폴란드어, 한국어, 독일어도 지원한다. 이 프로그램은 여러 레이어, 투명 효과, 표준 파일 포맷, 수많은 RGB 파일 포맷(.PSD 포함)을 지원한다. 이 프로그램이 사용하는 주 파일 확장자는 .PXA이다. 이 프로그램은 와콤 태블릿을 네이티브로 지원하는데, 이를테면 4.2a 버전에 와콤 밤부 태블릿의 지원을 추가하였다. 이 소프트웨어의 고급 버전으로 Phierha가 있으며 더 나은 UI와 더 많은 기능을 이용할 수 있다.

## 반응
2011년 1월 CNET 에디터의 리뷰는 픽시아를 "우리가 시도해본 가장 강력하고 전문적인 포토샵의 대체품 가운데 하나"로 불렀다.